# 동두천정보산업고등학교 축구부
동두천정보산업고등학교 축구부는 경기도 동두천시에 위치한 한국문화영상고등학교의 축구부이다. 한국문화영상고등학교가 운영했었던 축구부로 2001년에 창단 됐었다.

## 참고 문헌
- “KFA 통합경기정보 시스템”. 대한축구협회.

## 같이 보기
- 한국문화영상고등학교